# معماری فالیک

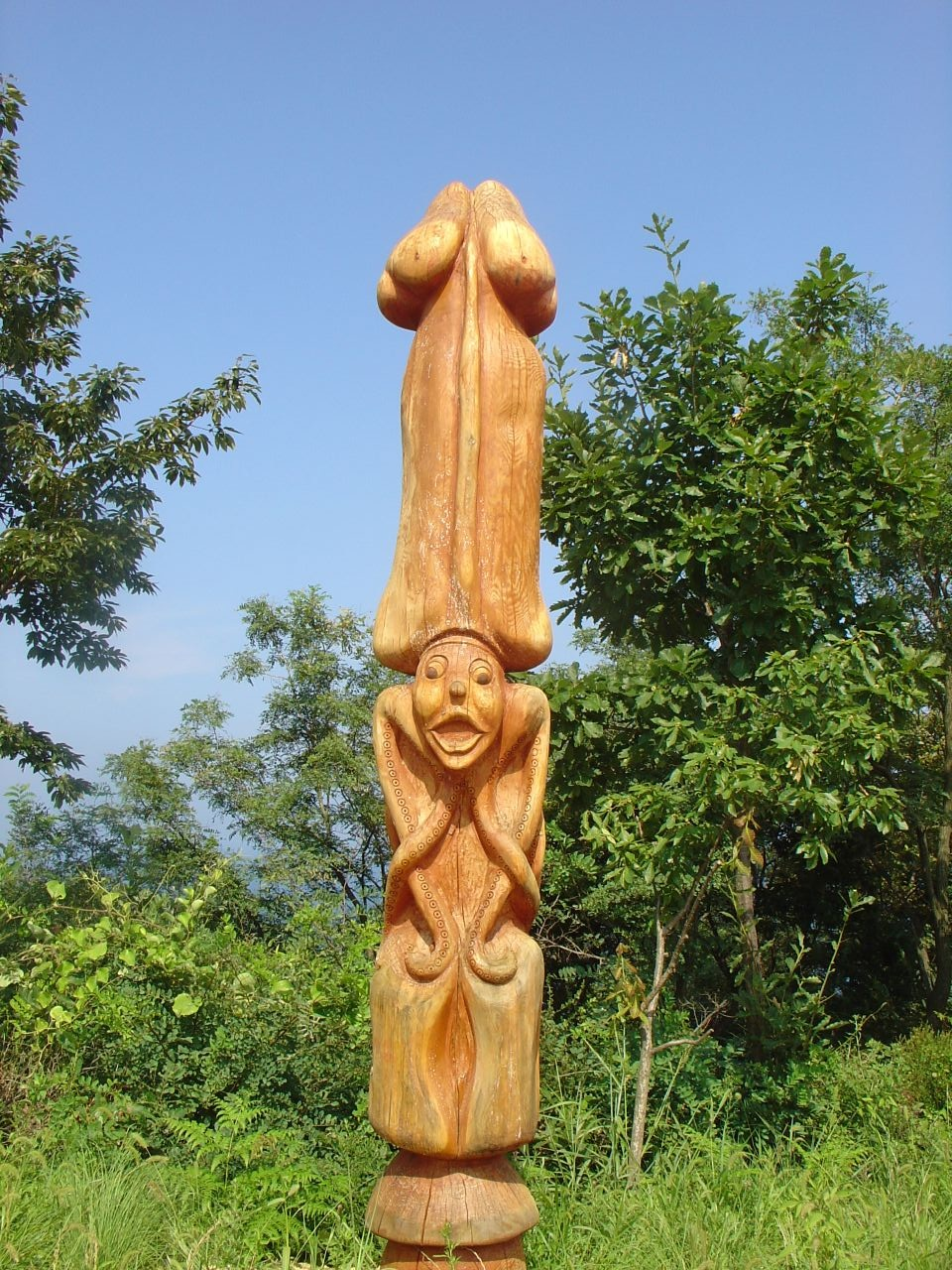
مجسمه فالیک در کره

معماری فالیک (انگلیسی: Phallic architecture) سازه‌هایی هستند که آگاهانه یا ناخودآگاه بازنمایی نمادین آلت‌پرستی هستند. این ساختمان‌ها خواسته یا ناخواسته شبیه آلت تناسلی انسان هستند، منبع سرگرمی محلی‌ها و گردشگران در نقاط مختلف جهان است. تصاویر فالیک عمدی در فرهنگ‌های باستانی و در پیوندهایی با فرهنگ‌های باستانی موجود در مصنوعات سنتی یافت می‌شود.